# Tarab Abdul Hadi

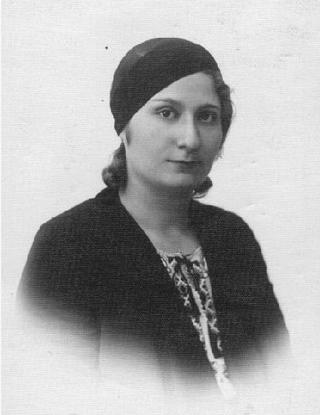
Tarab Abdul Hadi (1910 – 1976)

Tarab Abdul Hadi (tiếng Ả Rập: طَرب عبد الهادي), còn được phiên âm là Tarab 'Abd al-Hadi, là một nhà hoạt động xã hộ vì nữ quyền người Palestine. Bà sinh năm 1910 tại thành phố Jenin, Palestine và qua đời tại thủ đô Cairo, Ai Cập vào năm 1976.
Vào cuối những năm 1920, bà là người đồng sáng lập Đại hội Phụ nữ Ả Rập Palestine (PAWC), một tổ chức dành cho phụ nữ đầu tiên ở Lãnh thổ Ủy trị Palestine, và đồng thời là một nhà tổ chức tích cực trong nhóm chị em của PAWC, Hiệp hội Phụ nữ Ả Rập (AWA).

## Hoạt động chính trị
Tarab Abdul Hadi là vợ của Awni Abd al-Hadi, người đã tự mình hoạt động chính trị và tiếp tục trở thành một thành viên nổi bật của đảng Istiqlal. Abdul Hadi và những người phụ nữ khác đến từ các gia đình có địa vị ở Jerusalem đã thành lập Đại hội Phụ nữ Ả Rập Palestine (PAWC) để thể hiện rõ sự phản đối của họ đối với Chủ nghĩa phục quốc Do Thái (hay Chủ nghĩa Zion) tại Palestine và sự ủng hộ của họ cho cuộc đấu tranh giành độc lập của quốc gia.
Cuộc họp đầu tiên của PAWC được tổ chức tại nhà của Abdul Hadi ở Jerusalem vào ngày 26 tháng 10 năm 1929, đánh dấu sự kiện lần đầu tiên mà phụ nữ Palestine bước vào vũ đài chính trị. Abdul Hadi trở thành một trong những thành viên của Ủy ban điều hành của PAWC, bao gồm 14 người phụ nữ. Bên cạnh việc viết thư và đánh điện tín để nâng cao nhận thức về hoàn cảnh của người Palestine, PAWC cũng tham gia vào việc nỗ lực rút ngắn các bản án tù khắc nghiệt của các tù nhân đang bị giam giữ bằng cách kêu gọi chính quyền Vương quốc Anh và quyên góp tiền để hỗ trợ các gia đình có người trụ cột bị cầm tù.